# Айнгаузен (Гессен)
Айнгаузен (нім. Einhausen) — громада в Німеччині, знаходиться в землі Гессен. Підпорядковується адміністративному округу Дармштадт. Входить до складу району Бергштрасе.
Площа — 26,67 км2. Населення становить 6458 ос. (станом на 31 грудня 2020).